# Rocío Robles
Rocío Robles (Rosario, 9 de diciembre de 1992) es una modelo, actriz, periodista deportiva, conductora e influencer argentina. Se hizo conocida por su participación en el certamen de belleza La argentina más linda, conducido por José María Listorti y Denise Dumas, y más tarde, por formar parte de Showmatch, donde trabajó como bailarina desde 2014 hasta 2017.

## Carrera profesional

### Modelaje
La familia de Rocío Robles desarrollaba actividades de trabajo social en Rosario, entre las que se encontraba una murga barrial que fue creciendo a lo largo de los años, hasta convertirse en una comparsa que recorría el país participando de diferentes competencias. En 2008, la comparsa compitió en el Carnaval de Rosario, donde Rocío fue elegida como Segunda Princesa del carnaval y gana una beca en la escuela Nativa Models, donde empezó su carrera como modelo a los 14 años. En el 2009, fue Reina del Carnaval de Rosario, más tarde, en el 2011 se consagra como Reina de Batucada del mismo carnaval y en el 2014, es finalista de Miss Mundo Argentina. Su carrera continúa hasta la actualidad, llegando a ser tapa de la revista Vanidades y Cosmopolitan.

### Actuación
En el año 2018, comienza su carrera como actriz, hace temporada en Villa Carlos Paz, con la obra La isla encantada, en la que comparte escenario con Freddy Villareal, Bicho Gómez, Carolina Papaleo, Pedro Alfonso entre otros. A raíz de este último éxito, filma Bañeros 5: lentos y cargosos.

### Televisión
En el 2012, participó del programa La argentina más linda, dirigido por José María Listorti y Denise Dumas en el que sale segunda finalista. Desde el 2014 hasta el 2017, trabajó en Showmatch como bailarina y cobra notoriedad por su belleza y desenvoltura para interactuar con los participantes del certamen. Además, trabajó en Canta si puedes, conducido por José María Listorti. En el 2018, se incorpora como panelista a La jaula de la moda, un programa conducido por Horacio Cabak, y como jurado de cantantes en La tribuna de Guido, conducido por Guido Kaczka. En el 2020 trabajó en el programa de entretenimiento Bienvenidos a bordo, también conducido por Guido Kaczka, y en el 2021 en Santo sábado, conducido por Nicole Neumann y Guillermo López.

### Estudios
Estudió 2 años de la tecnicatura superior en Familia y Niñez –anteriormente Minoridad y Familia– y 2 años de Periodismo Deportivo en Deportea.

## Televisión
| Año               | Título              | Canal           | Rol                             | Notas                                 |
| ----------------- | ------------------- | --------------- | ------------------------------- | ------------------------------------- |
| 2012              | Sábado show         | El trece        | Participante                    | 3.er Puesto de La Argentina más Linda |
| 2014-2017         | Showmatch           | El trece        | Miembro del staff de bailarinas |                                       |
| 2016              | Canta si puedes     | El trece        | Secretaria                      |                                       |
| 2018              | La jaula de la moda | Ciudad Magazine | Panelista                       |                                       |
| 2018              | La tribuna de Guido | El trece        | Jurado                          |                                       |
| 2020 - 2021       | Bienvenidos a bordo | El trece        | Participaciones especiales      |                                       |
| 2021              | Santo sábado        | América         | Panelista                       |                                       |
| 2024 - actualidad | ESPNF3              | ESPN            | Panelista                       |                                       |

## Cine
| Año  | País                 | Película                     |
| ---- | -------------------- | ---------------------------- |
| 2018 | Bandera de Argentina | Bañeros 5: Lentos y Cargosos |